# Торі Цуй
Торі Цуй — гонконзька екоактивітка з ліквідації наслідків глобального потепління та захисниця психічного здоров'я, яка живе в Бристолі в Англії.

## Життєпис
Народилася і виросла у Гонконгу.
У 2015 році здобула магістерський ступінь з досліджень в галузі екології, еволюції та охорони природи в Імперському коледжі Лондона, який закладає основу науки кліматології та її можливостей. Через рік Цуй переїхала до Брістоля, щоб вивчати можливості індустрії документального кіно про природничу історію.

## Активістська діяльність
Торі Цуй бере активну участь у соціально-політичниому русі Extinction Rebellion, використовуючи методи ненасильницької боротьби. Вона створює короткометражні фільми про те, як кліматичні зміни впливають на життя. 
Завдяки фільмам Цуй креативна директорка Стелла Маккартні запросила її взяти участь у її кампанії. У квітні 2019 року на заході Extinction Rebellion у Лондоні Цуй дала інтерв'ю про свій кліматичний активізм і стала частиною рекламної кампанії «Агенти змін» разом з такими активістками, як Джейн Гуддолл, Деєю Ворд і Рубі Манслоу, та моделями Амбер Валлетта, Чу Вонг, Трініті Гілл та Хлоєю Пірсон.
Маккартні також спонсорувала участь Цуї в проєкті Sail To The COP, ініціативі аналітичного центру для 36 європейців, які пропливли через Атлантичний океан для участі в конференції ООН зі зміни клімату 2019 року в Сантьяго, Чилі. Через Чилійські протести подію було перенесено до Мадрида, що призвело до зменшення значення проєкту наполовину. Команда продовжувала проєкт, прибувши на острів Мартиніка в Карибському басейні, і працювала віддалено, щоб приєднатися до COP25. Нарешті, судно було пришвартоване в Картахені у Колумбії як кінцевому пункті призначення.
Після цього Торі Цуй витратила два місяці на створення нового проєкту Sail for Climate Action, який запустила 23 лютого 2020 року. Мета проєкту була залучити молодих активістів Латинської Америки, корінних народів і Карибського басейну до участі в міжсесійній конференції ООН зі змін клімату SB52 у Бонні, Німеччина. Проте проєкт через активну пандемію Covid-19 зупинився на Бермудських островах.
Пізніше кампанію Sail for Climate Action перейменовано в Unite for Climate Action з оновленою метою: спонукати активістів поділитися своїми історіями з німецькими урядовцями наприкінці 2020 року. Цуй продовжила проєкт, організувавши восени 2020 року нову кампанію з Домінік Палмер, Френсіс Фокс, Джорджем Стідманом Джонсом та Елайджа Маккензі-Джексон під назвою Pass the Mic у відповідь на оголошення Девідом Аттенборо про закриття його обліковки в Instagram. Кампанія була зосереджена на тому, щоб зробити відомі бренди, діячів та організації популярними серед кліматичних активістів та людей, які постраждали від кліматичних змін, аби дати їм шанс поширювати актуальну інформацію.
Нещодавно Торі Цуй стала активною учасницею кампанії #StopCambo під час Конференції ООН зі зміни клімату 2021 року.
Торі Цуй заснувала подкаст Bad Activist Collective разом з Кісджоною Рус та Джулією Гентнер. Загалом інформація відповідає діяльності Climate Control Projects.